# Gran Enciclopedia Galega Silverio Cañada
La Gran Enciclopedia Galega Silverio Cañada, o simplement Gran Enciclopedia Galega, és una enciclopèdia de tema gallec, editada en gallec. Disposa de versió en paper i en DVD.

## Gran Enciclopedia Gallega
La primera edició, de quaranta-tres toms, en castellà i amb el nom de Gran Enciclopedia Gallega Silverio Cañada va ser l'any 1974, dirigida per Ramón Otero Pedrayo, els coordinadors editorials foren successivament Perfecto Conde, Arturo Reguera López i Xosé Ramón Fandiño Veiga amb la implicació de Xesús Alonso Montero.
| «                     | Unha obra senlleira, de información fina e sotil, de síntese vital, reflexo total e perciso da realidade de Galicia no seu ser histórico e social | » |
| — Ramón Otero Pedrayo | |   |

## Gran Enciclopedia Galega

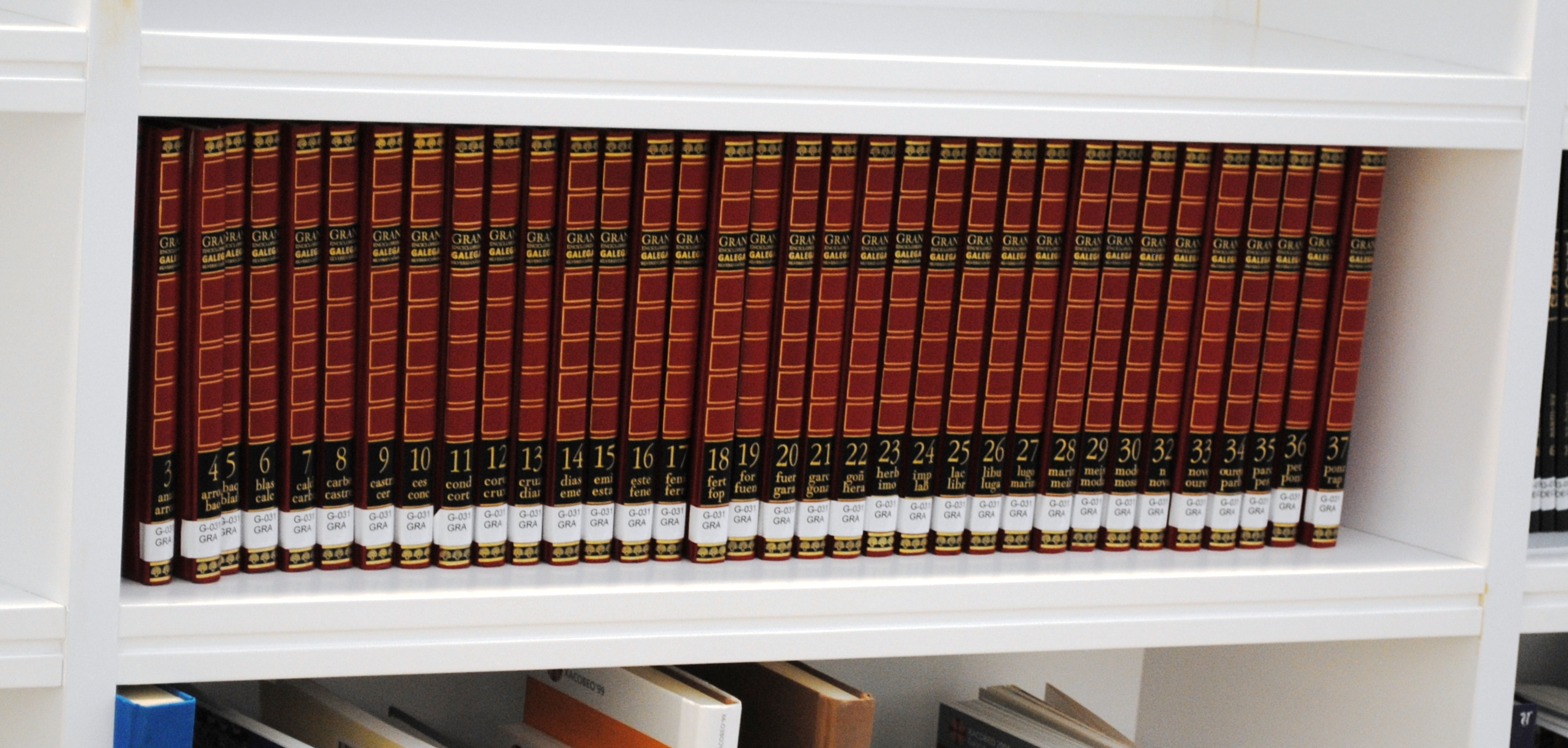
Varis exemplars de la GEG ocupen les estanteries de la Biblioteca de Galícia.

Trenta anys després fou publicada en gallec per dos grups editorials distints, Editorial Novos Vieiros de la Corunya (54 toms) i el Grupo El Progreso de Lugo (44 toms).
Fou dirigida per Benxamín Casal i participaren cinc-cents col·laboradors. Membres del consell assessor foren, entre d'altres, Isaac Díaz Pardo, Xosé Ramón Barreiro Fernández, Xaime Isla Couto, Alfonso Zulueta de Haz, Alfredo Conde, Víctor Fernández Freixanes, Manuel María, Basilio Losada, Xavier Alcalá, Antonio Bonet Correa, José García Oro, Manuel Lucas Álvarez, Xesús Alonso Montero o Xaime Quessada.
| «                                                             | Hai un gran traballo de recollida de datos, de pescudas, de contrastar en fontes diferentes, de facer que todo o que deste país poida ser interesante quede reflectido nesta magna obra para que sexa realmente unha ferramenta útil de traballo e para deixar fixada enciclopedicamente o que Galicia é nos albores dun novo milenio. | » |
| — Blanca García Montenegro, Presidenta del Grupo El Progreso. | |   |

### Versió en DVD
La versió en DVD, en gallec, és del 2005. Té 100.000 entrades, 25.000 fotografies, 2.500 gràfics i 500 mapes (incluoent un mapa individual per cada un dels 315 concellos de Galícia).
Des de la portada la informació es presenta en cinc apartats:
- Enciclopedia.
- Biografías, amb més de 4.000 articles.
- Heráldica, més de 2.000 entrades de cognoms i llinatges.
- Descubre Galicia, amb un índex que arriba al nivells de parròquia.
- "Dossier", carpeta on l'usuari pot apartar la informació que més li interessi.

Endemés disposa d'un apartat d'annexos, una recerca avançada i un directori d'ajuda. L'any 2011 fou distribuïda pel Grupo El Progreso pel preu de 9,95 €.